# 兴隆镇 (社旗县)
兴隆镇，是中华人民共和国河南省南阳市社旗县下辖的一个乡镇级行政单位。

## 行政区划
兴隆镇下辖以下地区：
吕楼村、罗庄村、张岗村、后门里村、圭璋村、温桥村、腰庄村、赵岗村和赵庄村。